# Braddock Peak
Der Braddock Peak ist ein 2960 m hoher Berg im ostantarktischen Viktorialand. Im südlichen Teil der Millen Range in den Victory Mountains ragt er unmittelbar südöstlich des Mount Aorangi auf.
Das New Zealand Antarctic Place-Names Committee benannte ihn auf Vorschlag des neuseeländischen Geologen Roger A. Cooper nach Peter Braddock, Leiter der geologischen Feldforschungsteams, die von 1975 bis 1975 und von 1980 bis 1981 in diesem Gebiet tätig waren.